# Made in England
Made in England é o 25º álbum de estúdio do cantor/compositor inglês Elton John, lançado em 1995 e produzido pelo próprio Elton John e por Greg Penny, sendo o primeiro álbum desde Leather Jackets sem a produção de Chris Thomas. Dedicado ao então namorado e futuro parceiro civil David Furnish. Também é o último álbum de John com a partricipação do percussionista Ray Cooper, que o acompanhou desde meados da década de 1970. A partir deste trabalho, Bob Birch tornou-se o baixista oficial de gravações e turnês, assim permanecendo até a sua morte, em 2012.

## Lista de músicas
Todas as músicas escritas por Elton John e Bernie Taupin.
1. "Believe" - 4:55
2. "Made in England" - 5:09
3. "House" - 4:27
4. "Cold" - 5:37
5. "Pain" - 3:49
6. "Belfast" - 6:29
7. "Latitude" - 3:34
8. "Please" - 3:52
9. "Man" - 5:16
10. "Lies" - 4:25
11. "Blessed" - 5:01

## Outtakes
Segundo informações, existem imúmeros outtakes das sessões de gravação de Made in England, incluindo "Building a Bird", "Leaves", "Hell", "Skin", "Tick-Tock", "Red", "Live Like Horses", além de versões alternativas de "Belfast" e "Believe". "Red" foi, mais tarde, lançada na compilação francesa Sol En Si, assim como uma outra versão de "Live Like Horses" foi lançada no álbum seguinte de Elton John, The Big Picture. "Building a Bird" foi regravada por Nigel Olsson, basterista da banda de apoio de Elton John, para lançamento em seu álbum de 2001, Move the Universe, exclusivamente para o mercado japonês. Os demais outtakes ainda não foram oficialmente lançados.